# Kotel (rozhledna)
Kotel je rozhledna na stejnojmenném vrchu na kótě  575 m n. m. cca 2 km jihozápadně od vesnice Kamenný Újezd (okres Rokycany). 

## Historie
V roce 1895 postavila rokycanská pobočka Klubu českých turistů na vrcholu kopce Kotel šestipatrovou dřevěnou rozhlednu. Už roku 1909 však musela být vzhledem ke svému špatnému stavu stržena. O sto let později, v roce 2009, inicioval Klub Svobodných demokratů v Rokycanech jednání o stavbě rozhledny nové. Studii rozhledny vypracovala Eva Králová, která na konečném projektu spolupracovala s architektem Václavem Hatlmanem. V roce 2011 bylo vydáno stavební povolení. Rok nato byla vyhlášena veřejná sbírka, která přinesla 72 000 Kč. Roku 2013 získal investor, město Rokycany, dotaci z regionálního operačního programu (ROP). Ta činila 85 % nákladů na stavbu, které dosáhly částky přibližně 6 miliónů korun. Rozhledna byla slavnostně otevřena v květnu 2014.

## Výhled
Za dobrého počasí umožňuje kruhový rozhled spatřit vrcholy Brd, Krušných hor, Šumavy, Českého středohoří a Českého lesa. 

## Přístup
Modrá turistická značka spojující Rokycany a Kamenný Újezd prochází rozcestníkem "Kotel odbočka k rozhledně", odkud je rozhledna vzdálena 300 metrů. Silnice mezi Rokycany a Veselou tuto značku protíná. Na místě je parkoviště, odkud je cesta na rozhlednu podstatně kratší. 

## Galerie

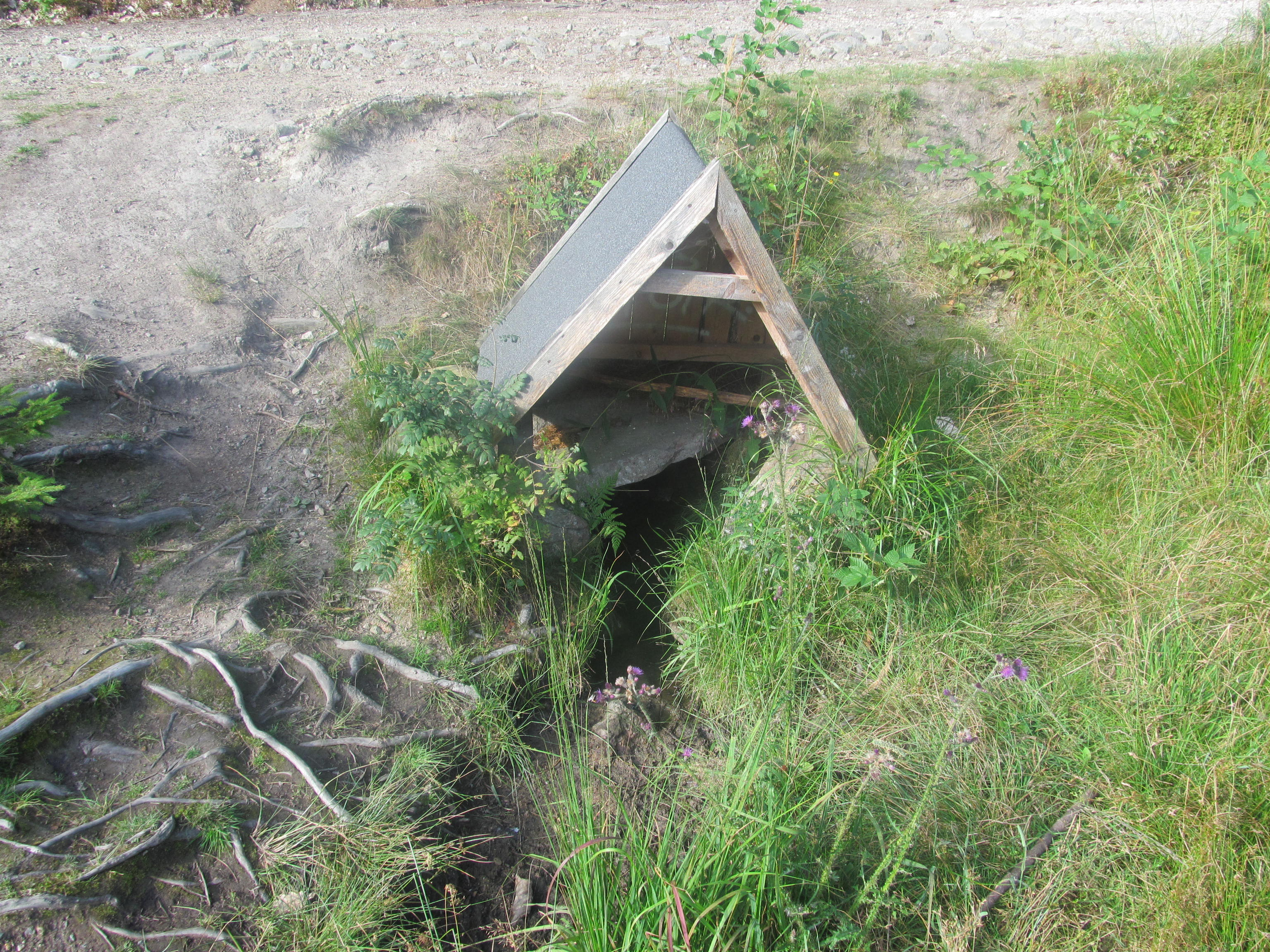
Studánka Pod rozhlednou
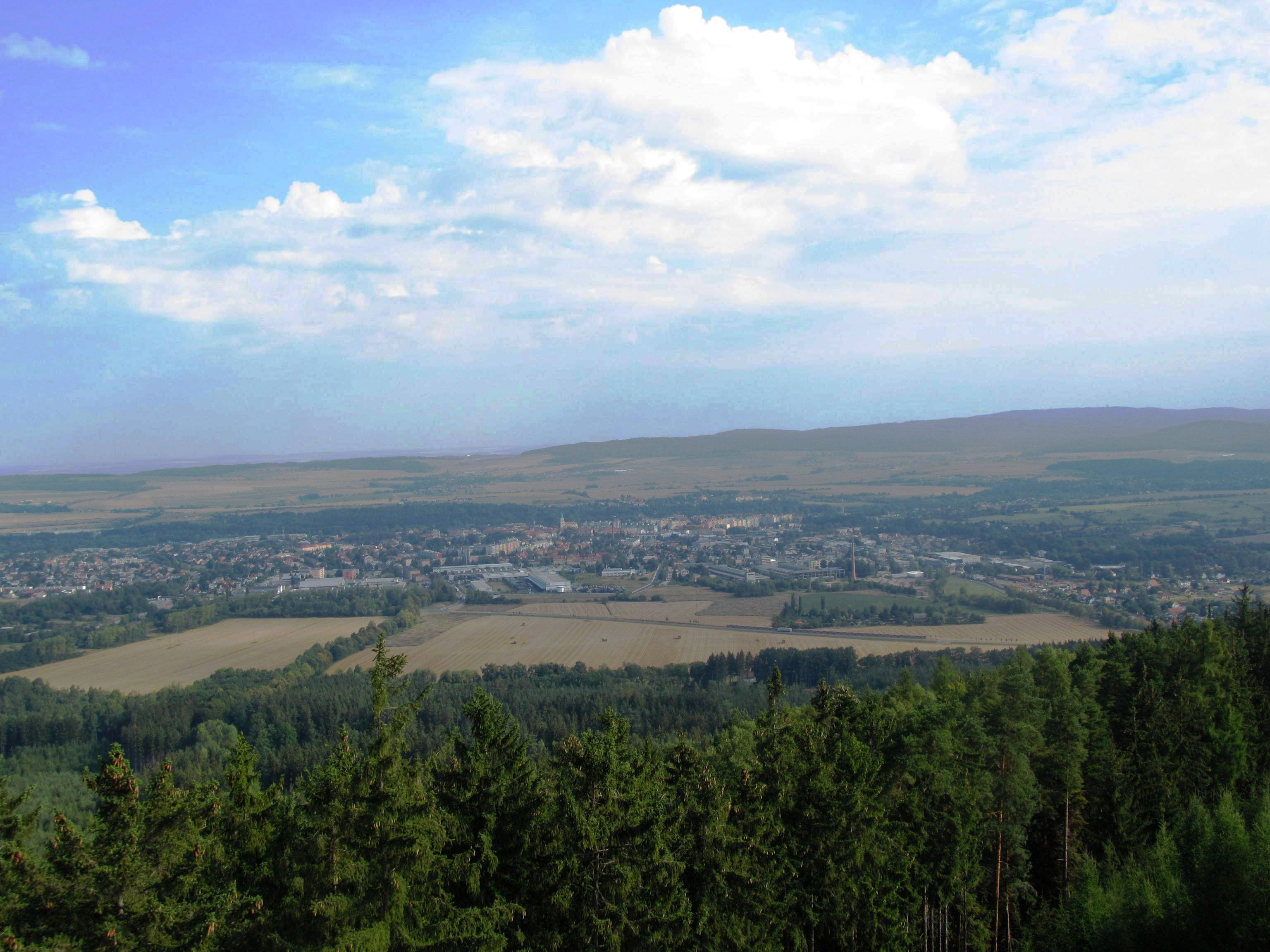
Pohled na Rokycany z rozhledny
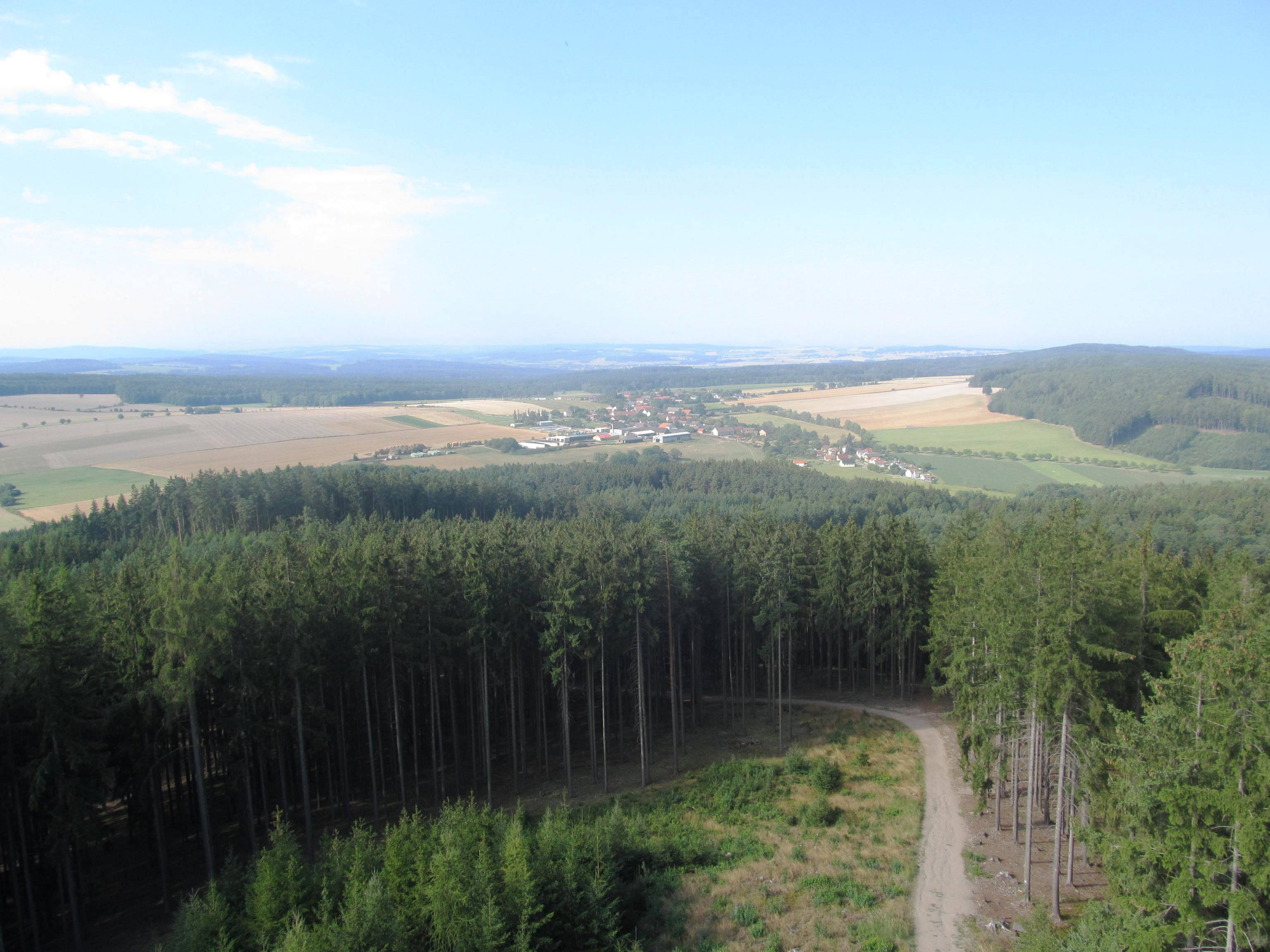
Raková z rozhledny